# Petite Nevka
Ne doit pas être confondu avec Petite Neva.
La Petite Nevka (en russe : Малая Невка) est un des bras du delta de la Neva, défluent de la Grande Nevka au niveau de la flèche de l'île Kamenny.

## Données géographiques

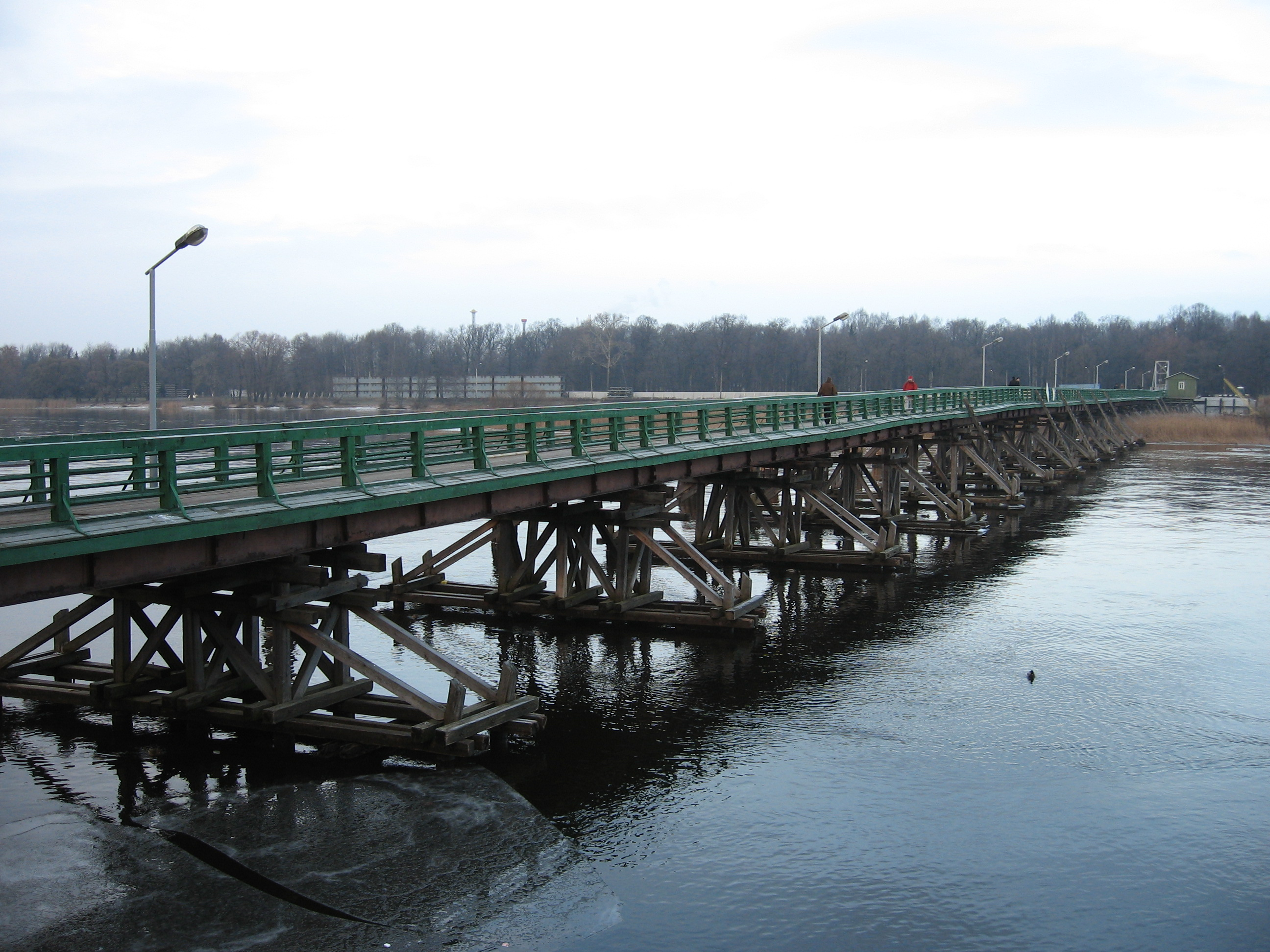
Pont Bolchoï Petrovsky sur Malaia Nevka à Saint-Pétersbourg (avant reconstruction)

La Petite Nevka longe les îles Kamenny et Krestovski par le sud, avant de se jeter avec la petite Néva dans la baie de la Néva, entre les îles Petrovski et Krestovski. Longue d'environ 5 km, sa largeur varie entre 120 et 300 mètres et sa profondeur est comprise entre 3,5 et 7 mètres. Son débit annuel moyen est de 224 m3/s.
Elle a deux affluents, les deux sur sa rive gauche, que sont la Karpovka et la Jdanovka. Sur sa rive droite et au milieu de son cours se trouve la rivière Krestovka qui rejoint la Moyenne Nevka, en face de l'île Elaguine.
La rive gauche de la partie supérieure de la rivière, au niveau des quais Pessotchnaïa (en russe : Песочная набережная) et Amiral Lazarev (en russe : Набережная Адмирала Лазарева), est aménagée et revêtue de granit. Pour éviter l'érosion de la rive droite, celle-ci est renforcée par des structures en bois.
La Petite Nevka est navigable.

## Curiosités
- Le jardin Lapoukhinski sur l'île Aptekarski
- Le palais de l'île Kamenny
- Le parc maritime de la Victoire sur l'Île Krestovski
- Quatre ponts franchissent la rivière :
  - entre les îles Aptekarski et Kamenny : le pont Kamenoostrovski
  - entre les îles Petrogradski et Krestovski : le grand pont Krestovski et Lazarev
  - entre les îles Petrovski et Krestovski : le grand pont Petrovski